# Ģirts Valdis Kristovskis

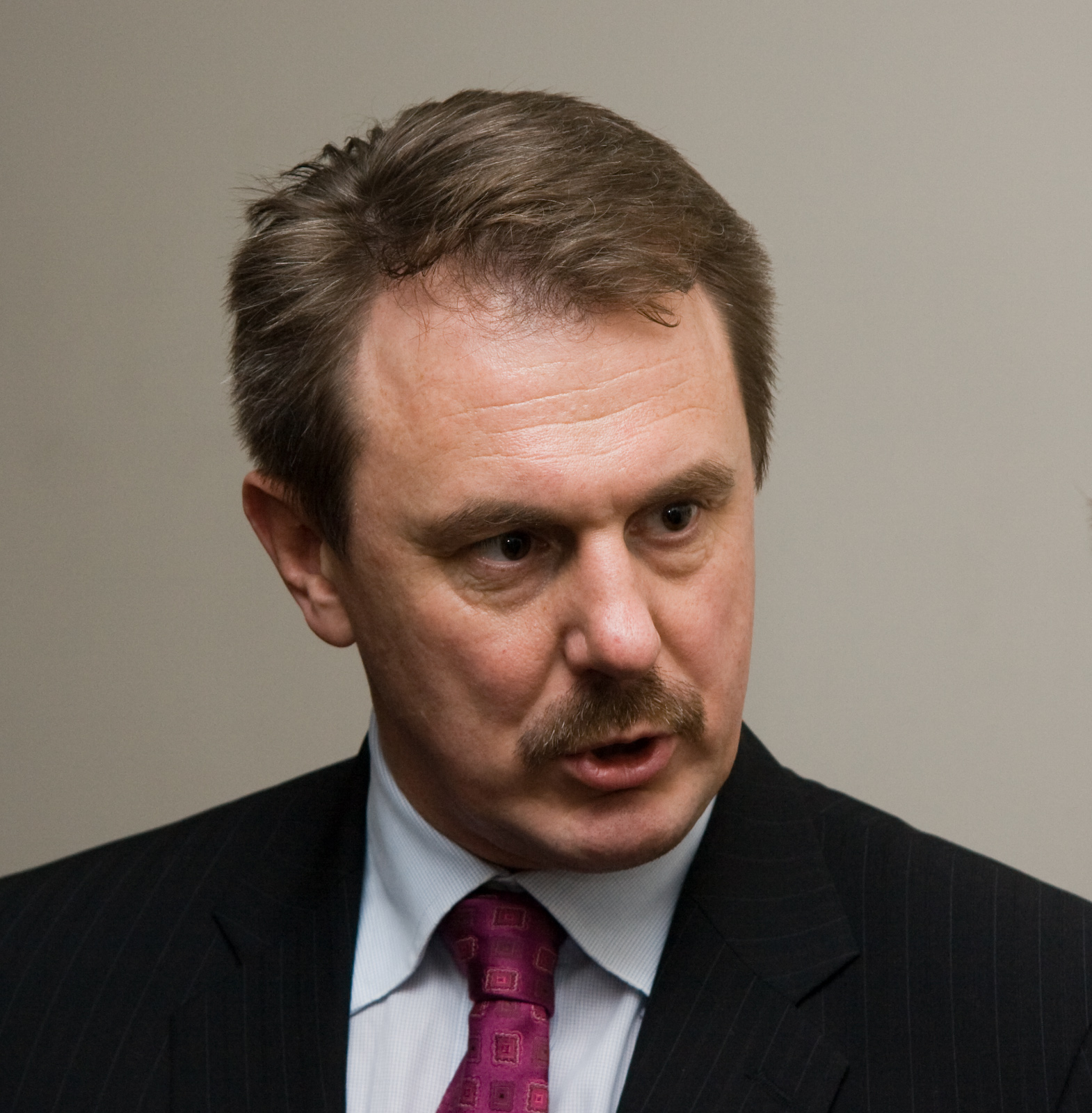
Ģirts Valdis Kristovskis. 2008.

Ģirts Valdis Kristovskis (* 19. Februar 1962 in Ventspils) ist ein lettischer Politiker. Er war von November 2010 bis Oktober 2011 Außenminister seines Landes in der ersten Regierung von Ministerpräsident Valdis Dombrovskis. Zuvor hatte Kristovkis in verschiedenen Kabinetten als Innenminister und Verteidigungsminister gedient.

## Biographie
Ģirts Valdis Kristovskis besuchte die Sekundarschule Nr. 1 in Ventspils und studierte danach bis 1984 Hoch- und Tiefbau am Polytechnischen Institut Riga. 1998 erlangte er an der Universität Lettlands einen Magisterabschluss in Rechtswissenschaften und 2002 einen Doktortitel in Politikwissenschaften derselben Universität.
Kristovskis' politisches Engagement begann in den 1980er Jahren in der Umweltbewegung und der Latvijas Tautas Fronte in Ventspils. Er wurde 1989 in den Stadtrat von Ventspils, 1990 in den Obersten Rat der Lettischen SSR gewählt. Ab 1993 wurde Kristovskis viermal nacheinander ins lettische Parlament, die Saeima gewählt, 1993 und 1995 für die Partei Latvijas Ceļš, 1998 und 2002 für seine neue Partei Tēvzemei un Brīvībai/LNNK. Von 2004 an war er Mitglied des Europäischen Parlaments, verlor sein Mandat jedoch bei der Europawahl 2009. Danach wurde er ins Stadtparlament von Riga gewählt, wo er die Opposition anführte.
Nach Streitigkeiten innerhalb von Tēvzemei un Brīvībai/LNNK trat Kristovskis 2008 aus und gründete mit anderen Pilsoniskā savienība. Pilsoniskā savienība ging bei den Wahlen zur 10. Saeima 2010 das Wahlbündnis Vienotība ein, das die meisten Stimmen auf sich vereinigen konnte und stärkste Kraft im Parlament wurde. Am 3. November 2010 wurde Kristovskis Außenminister in der Regierung von Ministerpräsident Valdis Dombrovskis. Bereits wenige Tage nach Amtsantritt musste sich Kristovski einem Misstrauensantrag stellen, nachdem ein Briefwechsel mit einem Arzt bekannt geworden war, der als russenfeindlich empfundene Äußerungen des Arztes enthielt. Der Antrag wurde mit 51 Stimmen der regierenden Koalition gegen 36 Stimmen aus den Reihen von Saskaņas Centrs und Par Labu Latviju abgelehnt. Bei den Wahlen zur 11. Saeima 2011 erhielt Kristovskis von den Wählern die meisten Minus-Striche, rutschte so von Platz 1 der Rigaer Vienotība-Wahlliste auf den letzten Platz und erhielt kein Mandat im Parlament.
Ģirts Valdis Kristovskis ist Mitunterzeichner der Prager Erklärung zum Gewissen Europas und zum Kommunismus.

## Privates und Auszeichnungen
Ģirts Valdis Kristovskis ist mit der Schauspielerin Ilze Rudolf-Kristovskis verheiratet. Ihm wurden der Drei-Sterne-Orden dritter Klasse und der Westhard-Orden verliehen.